# Liste der Monuments historiques in Bourges
Die Liste der Monuments historiques in Bourges führt die Monuments historiques in der französischen Stadt Bourges auf.

## Liste der Bauwerke
| Bezeichnung                                                | Beschreibung | Standort                                                                                             | Kennzeichnung | Schutzstatus   | Datum                    | Bild |
| ---------------------------------------------------------- | --- | --- | ------------- | -------------- | ------------------------ | ---- |
| Abtei Saint-Ambroix                                        | | 60, 62, 64 avenue Jean-Jaurès (Lage)                                                                 | PA00096654    | Inscrit        | 1964                     |      |
| Abtei Saint-Sulpice                                        | | Avenue d’Orléans Enclos des Bénédictins (Lage)                                                       | PA00096672    | Inscrit        | 1933 2006                |      |
| Ehemaliges Kaufhaus Aux Dames de France                    | | 2, place Planchat Rue Pellevoysin (Lage)                                                             | PA18000033    | Inscrit        | 2005                     |      |
| Ehemaliges Kaufhaus Aux Nouvelles Galeries                 | | 8, rue Moyenne 2 rue du Docteur-Témoin (Lage)                                                        | PA18000032    | Inscrit        | 2005                     |      |
| Kathedrale Saint-Étienne                                   | | Place Étienne-Dolet (Lage)                                                                           | PA00096656    | Classé         | 1862                     |      |
| Schloss Chappe                                             | | Château de Chappe Chemin des Vignes-de-Chappe (Lage)                                                 | PA18000042    | Inscrit        | 2008                     |      |
| Wasserspeicher                                             | | Place Séraucourt (Lage)                                                                              | PA00096658    | Inscrit        | 1975                     |      |
| Schloss Lazenay                                            | | Rue de Lazenay (Lage)                                                                                | PA00096946    | Classé         | 1994                     |      |
| Schloss Quatre-Vents                                       | | Les Quatre-Vents (Lage)                                                                              | PA00096662    | Inscrit        | 1987                     |      |
| Ehemaliges Seminar                                         | jetzt Cité administrative Condé | 52, rue Moyenne 2 rue Victor-Hugo (Lage)                                                             | PA00096947    | Inscrit        | 1992                     |      |
| Kreuzgang der Kathedrale                                   | | 114 rue Bourbonnoux (Lage)                                                                           | PA00096659    | Classé         | 1921                     |      |
| Ehemaliges Jesuitenkolleg                                  | jetzt École nationale supérieure d’art | 7, rue Édouard-Branly (Lage)                                                                         | PA18000025    | Inscrit        | 2004                     |      |
| Ehemaliges Augustinerkloster                               | mit Resten der Klosterkirche | 73, 75 rue Mirebeau Rue Calvin (Lage)                                                                | PA00096660    | Classé Inscrit | 1992                     |      |
| Ehemaliges Annuntiatinnenkloster                           | | 6, avenue du 95e-de-Ligne (Lage)                                                                     |               | Inscrit        | 2015                     |      |
| Galloromanische Krypta von Ste-Blandine                    | | 7, rue Bourdaloue (Bourges) (Lage)                                                                   | PA00096661    | Classé         | 1956                     |      |
| Artillerieschule und Geschützgießerei                      | | 1, 3 boulevard Lahitolle (Lage)                                                                      | PA00135281    | Inscrit        | 1995                     |      |
| Kreuzgang der Karmeliterkirche                             | | 9, rue Émile-Deschamps (Lage)                                                                        | PA00096663    | Inscrit        | 1926                     |      |
| Klarissenkirche                                            | | Rue Émile-Deschamps (Lage)                                                                           | PA00096664    | Inscrit        | 1933                     |      |
| Kirche Notre-Dame                                          | | Rue Notre-Dame (Lage)                                                                                | PA00096665    | Classé         | 1931                     |      |
| Kirche Saint-Pierre-le-Marché                              | In einem Garten: Marmordekor des Chors | 14–16, rue Voltaire (Lage)                                                                           | PA18000041    | Inscrit        | 2007                     |      |
| Kirche Saint-Aoustrille-du-Château                         | | 7, rue Bourdaloue (Lage)                                                                             | PA00096666    | Inscrit        | 1926                     |      |
| Kirche Saint-Aoustrillet                                   | | Impasse Jacques-Cœur (Lage)                                                                          | PA00096667    | Inscrit        | 1929                     |      |
| Kirche Saint-Bonnet                                        | | Place Saint-Bonnet (Lage)                                                                            | PA00096668    | Classé         | 1910                     |      |
| Kirche Saint-Jean-le-Vieil                                 | | 2 rue Mayet-Génetry 5 place de la Préfecture Impasse Jeanne-d’Arc (Lage)                             | PA00096669    | Inscrit        | 1926                     |      |
| Kirche Saint-Pierre-le-Guillard                            | | Place Saint-Pierre (Lage)                                                                            | PA00096670    | Classé         | 1929                     |      |
| Kirchhof Sainte-Jeanne                                     | mit Kapelle | 6, avenue du 95e-de-Ligne (Lage)                                                                     | PA00096673    | Inscrit        | 1927 1929                |      |
| Portal und Brunnen                                         | ursprünglich im Garten des Landhauses „Tivoli“ östlich der Stadt, zuletzt im Garten der Kathedrale; der Brunnen eingelagert im Hof der École nationale supérieure d’art, das Portal verschwunden | (Lage)                                                                                               | PA00096674    | Inscrit        | 1930                     |      |
| Ehemaliges Kaufhaus Établissements Aubrun                  | | 10, 12 rue Moyenne Rue du Docteur-Témoin (Lage)                                                      | PA18000031    | Inscrit        | 2005                     |      |
| Fontaine Bourdaloue                                        | | Place de la Préfecture (Lage)                                                                        | PA00096675    | Inscrit        | 1975                     |      |
| Fontaine de Fer                                            | | Rue de la Fontaine-de-Fer (Lage)                                                                     | PA00096676    | Inscrit        | 1971                     |      |
| Gallorömischer Brunnen                                     | | 2, 2 bis, 4, 6 place Marcel-Plaisant 3 rue Fernault 17, 19, 21 rue Auron 16 rue des Armuriers (Lage) | PA00096677    | Classé         | 1989                     |      |
| Grange aux dîmes                                           | | 9, rue Molière Rue des Trois-Maillets (Lage)                                                         | PA00096678    | Classé         | 1886                     |      |
| Halle au blé                                               | | Rue de la Halle Rue des Cordeliers Rue Paul-Commenge Boulevard Juranville (Lage)                     | PA00096679    | Inscrit        | 1984                     |      |
| Markthalle Saint-Bonnet                                    | | Boulevard de la République Rue Parmentier (Lage)                                                     | PA00096680    | Inscrit        | 1987                     |      |
| Krankenhaus                                                | | Rue Taillegrain Avenue Paul-Sémard (Lage)                                                            | PA18000027    | Inscrit        | 2004                     |      |
| Stadtpalais                                                | | 22, rue Joyeuse (Lage)                                                                               | PA00096690    | Classé         | 1961                     |      |
| Hôtel Bastard                                              | | 6, rue Porte-Jaune 9, rue de la Monnaie (Lage)                                                       | PA00096681    | Classé         | 1959                     |      |
| Hôtel de Bengy                                             | | 7, 9 rue du Docteur-Témoin (Lage)                                                                    | PA18000028    | Inscrit        | 2004                     |      |
| Hôtel du Bureau des Finances                               | | 18, rue Jacques-Cœur (Lage)                                                                          | PA00096688    | Classé Inscrit | 1944                     |      |
| Hôtel Chambetin                                            | | 7, rue Louis-Pauliat (Lage)                                                                          | PA00096712    | Inscrit        | 1928                     |      |
| Hôtel de Chouys                                            | | 4, avenue du 95e-de-Ligne (Lage)                                                                     | PA00096682    | Inscrit        | 1933                     |      |
| Hôtel Cujas                                                | | 5, rue des Arènes (Lage)                                                                             | PA00096683    | Classé         | 1862                     |      |
| Hôtel des Échevins                                         | | 13, rue Édouard-Branly (Lage)                                                                        | PA00096685    | Classé         | 1886                     |      |
| Hôtel de François Minard                                   | | 20, rue Joyeuse (Lage)                                                                               | PA18000035    | Inscrit        | 2006                     |      |
| Hôtel Lallemant                                            | Musée des arts décoratifs | 6, rue Bourbonnoux 5 rue de l’Hôtel-Lallemant (Lage)                                                 | PA00096687    | Classé         | 1840                     |      |
| Hôtel des Postes                                           | | 29, rue Moyenne 1, rue Michel-de-Bourges (Lage)                                                      | PA18000029    | Inscrit        | 2004                     |      |
| Präfektur                                                  | | Place Marcel-Plaisant (Lage)                                                                         | PA00096735    | Classé         | 1895                     |      |
| Hôtel des Trésoriers de la Sainte-Chapelle                 | | 1, avenue Henri-Ducrot (Lage)                                                                        | PA00096689    | Inscrit        | 1928                     |      |
| Bischofspalast                                             | Ehemaliges Hôtel de ville | (Lage)                                                                                               | PA18000026    | Inscrit        | 2004                     |      |
| Hôtel-Dieu                                                 | | Rue Gambon (Lage)                                                                                    | PA00096684    | Classé         | 1946                     |      |
| Gebäude                                                    | | 1, rue des Arènes Place Planchat 23 rue du Commerce (Lage)                                           | PA00096691    | Inscrit        | 1968                     |      |
| Gebäude                                                    | | 17, rue Pelvoysin (Lage)                                                                             | PA00096732    | Classé         | 1932                     |      |
| Gebäude der Entreprise Leiseing                            | | 10-12, rue Michel-de-Bourges (Lage)                                                                  | PA18000017    | Inscrit        | 2001                     |      |
| Jardin des Prés Fichaux                                    | | Boulevard de la République Carrefour de Verdun (Lage)                                                | PA00096939    | Inscrit        | 1990                     |      |
| Lycée Marguerite-de-Navarre                                | | 57–61 rue de Vauvert (Lage)                                                                          | PA18000018    | Inscrit        | 2001                     |      |
| Haus                                                       | | 1, rue Bourbonnoux 2, place Gordaine (Lage)                                                          | PA00096696    | Classé         | 1928                     |      |
| Haus                                                       | | 3, rue Bourbonnoux (Lage)                                                                            | PA00096697    | Inscrit        | 1928                     |      |
| Haus                                                       | | 5, rue Bourbonnoux (Lage)                                                                            | PA00096698    | Inscrit        | 1928                     |      |
| Haus                                                       | | 17, rue Bourbonnoux (Lage)                                                                           | PA00096700    | Inscrit        | 1950                     |      |
| Haus                                                       | | 24, rue Bourbonnoux (Lage)                                                                           | PA00096701    | Inscrit        | 1950                     |      |
| Haus                                                       | | 52, rue Bourbonnoux (Lage)                                                                           | PA00096703    | Inscrit        | 1931                     |      |
| Haus                                                       | | 77, rue Bourbonnoux Rue des Juifs (Lage)                                                             | PA00096704    | Inscrit        | 1950                     |      |
| Häuser                                                     | | 3, rue Cambournac (Lage)                                                                             | PA00096705    | Inscrit        | 1931                     |      |
| Haus                                                       | | 12, place Étienne-Dolet 2, rue du Doyen (Lage)                                                       | PA00096710    | Inscrit        | 1937                     |      |
| Haus                                                       | | 14, place Étienne-Dolet (Lage)                                                                       | PA00096711    | Inscrit        | 1937                     |      |
| Haus                                                       | | 33, rue Gambon (Lage)                                                                                | PA00096714    | Inscrit        | 1933                     |      |
| Haus                                                       | | 35, rue Gambon Rue des Trois-Pommes (Lage)                                                           | PA00096715    | Inscrit        | 1933                     |      |
| Haus                                                       | | 2, 4 avenue Henri-Ducrot (Lage)                                                                      | PA00096717    | Inscrit        | 1958                     |      |
| Haus                                                       | | 3, rue Jean-Girard (Lage)                                                                            | PA00096706    | Inscrit        | 1928                     |      |
| Haus                                                       | | 5, rue Jean-Girard (Lage)                                                                            | PA00096707    | Inscrit        | 1931                     |      |
| Haus                                                       | | 23, rue Mirebeau 2, rue Poëlerie (Lage)                                                              | PA00096719    | Inscrit        | 1931                     |      |
| Haus                                                       | | 25. rue Mirebeau (Lage)                                                                              | PA00096720    | Inscrit        | 1931                     |      |
| Haus                                                       | | 85, rue Mirebeau (Lage)                                                                              | PA00096721    | Inscrit        | 1928                     |      |
| Haus                                                       | | 87, rue Mirebeau (Lage)                                                                              | PA00096722    | Inscrit        | 1928                     |      |
| Haus                                                       | | 89, rue Mirebeau (Lage)                                                                              | PA00096723    | Inscrit        | 1931                     |      |
| Haus                                                       | | 92, rue Mirebeau (Lage)                                                                              | PA00096724    | Classé         | 1914                     |      |
| Haus                                                       | | 7, rue Pelvoysin (Lage)                                                                              | PA00096727    | Inscrit        | 1931                     |      |
| Haus                                                       | | 11, rue Pelvoysin (Lage)                                                                             | PA00096729    | Inscrit        | 1931                     |      |
| Haus                                                       | | 13, rue Pelvoysin (Lage)                                                                             | PA00096730    | Inscrit        | 1931                     |      |
| Haus                                                       | | 1, rue de la Poëlerie 17, rue Mirebeau (Lage)                                                        | PA00096733    | Inscrit        | 1931                     |      |
| Haus                                                       | | 14–16, rue Voltaire 11, rue Neuve-des-Bouchers (Lage)                                                | PA18000040    | Inscrit        | 2007                     |      |
| Maison de Bernard Pastoureau                               | | 25, 25bis, rue d’Auron 1, rue Fernault (Lage)                                                        | PA18000023    | Inscrit        | 2004                     |      |
| Maison de Bienaimé Georges                                 | | 50, rue Bourbonnoux (Lage)                                                                           | PA00096702    | Classé         | 1928                     |      |
| Maison de la chanoinesse des Bénédictines de Saint-Laurent | | Place Saint-Bonnet 2, rue Voltaire (Lage)                                                            | PA00096692    | Classé         | 1913                     |      |
| Maison du Château                                          | | 1, rue Carolus (Lage)                                                                                | PA00096938    | Inscrit Classé | 1989 1992                |      |
| Maison Colladon                                            | | 10, rue des Beaux-Arts (Lage)                                                                        | PA00096693    | Inscrit        | 1928                     |      |
| Maison Houet                                               | | 11, place Gordaine (Lage)                                                                            | PA00096716    | Classé         | 1914                     |      |
| Maison de la Paneterie                                     | | 97, rue Mirebeau 1, rue Jean-Girard (Lage)                                                           | PA00096725    | Inscrit        | 1931                     |      |
| Fachwerkhaus                                               | | 7, 9, rue Jean-Girard (Lage)                                                                         | PA00096708    | Inscrit        | 1965                     |      |
| Fachwerkhaus                                               | | 9, rue Pelvoysin (Lage)                                                                              | PA00096728    | Inscrit        | 1964                     |      |
| Maison à pans de bois                                      | | 4, cour Sylvain-Pichonnat (Lage)                                                                     | PA00096709    | Inscrit        | 1978                     |      |
| Maison de Pelvoysin                                        | | 15, rue Pelvoysin (Lage)                                                                             | PA00096731    | Classé         | 1910                     |      |
| Maison de la Reine Blanche                                 | | 17, rue Gambon (Lage)                                                                                | PA00096713    | Classé         | 1911                     |      |
| Maison de la Tournelle                                     | | 50, rue Moyenne 13, rue Victor Hugo (Lage)                                                           | PA00096726    | Inscrit        | 1963                     |      |
| Maison des Trois Flûtes                                    | | 13, rue Bourbonnoux Rue Joyeuse (Lage)                                                               | PA00096694    | Inscrit        | 1928                     |      |
| Maison des Trousseau                                       | | 2, place Clamecy (Lage)                                                                              | PA00096695    | Inscrit        | 1975                     |      |
| Maison Trousseau                                           | | 5, rue Joyeuse (Lage)                                                                                | PA00096718    | Inscrit        | 1928                     |      |
| Manoir du Beugnon                                          | | Boulevard de l’Industrie 1, rue de Mazières (Lage)                                                   | PA00096734    | Inscrit        | 1963                     |      |
| Monument Jacques Cœur                                      | | Place Jacques-Cœur (Lage)                                                                            | PA18000064    | Inscrit        | 2017                     |      |
| Observatorium von Louis-Théophile Moreux                   | | 22, rue Ranchot (Lage)                                                                               | PA18000052    | Inscrit        | 2010                     |      |
| Palais Jacques-Cœur                                        | | 10 bis, 12 rue Jacques-Cœur (Lage)                                                                   | PA00096686    | Classé         | 1840                     |      |
| Eremitage Notre-Dame de Grâce                              | | 33, avenue Jean-Jaurès (Lage)                                                                        | PA18000054    | Inscrit        | 2011                     |      |
| Justizpalast                                               | | 8, rue des Arènes Rue Paul-Duplan Rue du Marché (Lage)                                               | PA00096742    | Inscrit Classé | 1992 1995                |      |
| Portal des Hôtel Gassot-de-La-Vienne                       | eingelagert | 3, place Rabelais (Lage)                                                                             | PA00096736    | Inscrit        | 1933                     |      |
| Porte Saint-Ours                                           | Ehemaliges Portal der Stiftskirche Saint-Ursin | 12, avenue du 95e-de-Ligne (Lage)                                                                    | PA00096737    | Classé         | 1840                     |      |
| Gallo-römischer Portikus                                   | Im Keller des Palais du duc Jean de Berry und eines Hauses an der rue d’Auron | (Lage)                                                                                               | PA00096738    | Inscrit        | 1988                     |      |
| Priorat Saint-Martin-des-Champs                            | | 2, boulevard Auger 8, place Malus (Lage)                                                             | PA00096740    | Classé         | 1991                     |      |
| Gallo-römische Befestigung                                 | | Rue des Trois Maillets 9 rue Molière (Lage)                                                          | PA00096671    | Classé Inscrit | 1886 1914 1935 1964 1996 |      |
| Maison de la Culture                                       | | 1, rue de Séraucourt Place André-Malraux (Lage)                                                      | PA00132557    | Inscrit        | 1994                     |      |
| Theater Jacques-Cœur                                       | | 14, rue Jacques-Cœur (Lage)                                                                          | PA18000030    | Inscrit        | 2004                     |      |
| Tour à poudre                                              | | Boulevard Lamarck (Lage)                                                                             | PA00096743    | Inscrit        | 1980                     |      |
| Vieil arc                                                  | Torbogen | 114, rue Bourbonnoux (Lage)                                                                          | PA00096655    | Classé         | 1921                     |      |

## Liste der Objekte
- Monuments historiques (Objekte) in Bourges in der Base Palissy des französischen Kultusministeriums